# Rhäden bei Obersuhl und Bosserode
Der Rhäden bei Obersuhl und Bosserode liegt in einer Senke im Tal der Werra im hessisch-thüringischem Grenzland. Auslaugungen von Kalisalzen aus dem, aus marinen Sedimenten entstandenem Zechstein und tektonische Vorgänge haben hier zu einem schrittweisen Nachsacken des Untergrunds geführt. Die einstige Sumpflandschaft wurde ab der Mitte des 19. Jahrhunderts trockengelegt und bis in die Nachkriegszeit bearbeitet. Mit dem Ausbau der DDR-Grenzanlagen verfiel das Entwässerungssystem, was zur Aufgabe der landwirtschaftlichen Nutzung führte. In den 1970er Jahren begannen Naturschützer mit den Arbeiten zur Rückführung des Rhädens zu einem Feuchtbiotop, um den in ihrem Bestand bedrohten Pflanzen- und Tierarten einen angemessenen Lebensraum zu sichern. Nach abgeschlossener Rekultivierung war (wieder) eine Auenlandschaft entstanden, in der stark geschützte Arten wie Kammmolch, Bitterling und Dunkler Wiesenknopf-Ameisenbläuling ein Refugium finden. Vor allem jedoch für Vogelarten ist der Rhäden als Brut-, Nahrungs- und Rastgebiet von überregionaler Bedeutung.
Um das Gebiet mit seinem breiten Spektrum an Feuchtlebensräumen zu erhalten und zu sichern wurde die Fläche im Jahr 1973 zum Naturschutzgebiet erklärt und später als ein Fauna-Flora-Habitat-Gebiet in dem europaweiten Netz von Schutzgebieten „Natura 2000“ verankert. Nach der Grenzöffnung schloss sich die ehemalige „DDR“-Gemeinde Dankmarshausen dem Konzept eines einheitlichen, grenzübergreifenden Naturschutzgebietes an und die ökologische Ergänzung des Schutzgebiets folgte mit dem „Dankmarshäuser Rhäden“ auf der thüringischen Seite. Das Projekt wird als die Realisierung eines der ersten gesamtdeutschen Schutzvorhabens angesehen. Schwerpunkt hüben wie drüben ist der Vogelschutz sowie auch der Schutz der hier vorkommenden Pflanzen, Amphibien und Libellen.

## Lage
Das Schutzgebiet nimmt den Südwestteil der Rhädensenke ein und gehört administrativ zu den Gemarkungen Obersuhl und Bosserode der Gemeinde Wildeck im nordosthessischen Landkreis Hersfeld-Rotenburg. Unmittelbar daran grenzt der thüringische Teil des Rhädens im Gemeindegebiet von Dankmarshausen, einem Ortsteil der Stadt Werra-Suhl-Tal im Wartburgkreis an. Mit dem Wegfall der innerdeutschen Grenzanlagen und der Ausweisung des Naturschutzgebiets „Dankmarshäuser Rhäden“ wurde die geografische und biologische Einheit des Rhädengebiets, in dem seither existierenden großflächigen Schutzgebietsverbund der Feuchtbiotope im Mittleren Werratal gesichert.
Das auf einer Höhe zwischen 215 m und 222 m liegende Schutzgebiet wird von der Suhl, einem kleinen Bach durchflossen, der im Laufe der historischen Entwicklung mehrfach umgelegt und zum Teil begradigt wurde. Die hier in ihrem Unterlauf auch „Rhedengraben“ genannte Suhl, ist der Hauptzufluss der Weihe, die als linker Zufluss bei Untersuhl in die Werra mündet. Von der Werra ist der Auenbereich nur durch eine, ein bis zwei Kilometer breite Bodenschwelle getrennt. Naturräumlich wird die Rhädensenke dem „Berkaer Becken“ in der Haupteinheit des „Salzunger Werraberglands“ des „Osthessischen Berglands“ zugerechnet.

## Klima
Im Vergleich zum bergigen Umland gilt das Werratal als relativ wärmebegünstigt. Es kann aber im Winter auch niedrigere Temperaturen aufweisen. Da die tieferliegenden Tallagen oft eine größere Bodenfeuchte besitzen, bleiben sie aufgrund stärkerer Verdunstung meistens kälter als trockenere Flächen. In diesen Bodensenken kann es im Herbst und Winter durch die Ansammlung von kalter Luft zur Bildung von Kaltluftseen kommen, mit erhöht auftretenden Früh- und Spätfrösten und einer höheren Anzahl von Nebeltagen. Aufgrund der östlichen Lage macht sich hier bereits ein schwach subkontinentaler Einfluss bemerkbar, der durch jahreszeitlich bedingte stärkere Temperaturschwankungen geprägt wird.

## Geologie und Boden
Aus erdgeschichtlicher Sicht liegt das Gebiet um den Rhäden in dem nordöstlichen Teil des geologischen Strukturraums „Osthessische Buntsandstein-Scholle“. Dieser Bereich gehörte ab dem Perm, einer Zeiteinheit des Erdaltertums, zu dem Mitteleuropäischen Becken, das früher auch „Germanisches Becken“ genannt wurde, einer von Norddeutschland und Polen reichenden Senkungszone. Mit dem Beginn der Zechsteinzeit, die auf die Gesteinseinheit des Rotliegend folgte und als Oberes Perm das Erdaltertum abschloss, drang von Norden kommend das Meer in die Senke vor.
In der Epoche der Zechsteinzeit bildeten sich durch tektonische Hebungs- und Senkungsvorgänge wiederholt flache Senken, die die Randmeere vom offenen Ozean abriegelten. In dem damals in der Region herrschendem heißen und trockenen Klima verdunstete das Meerwasser unter der starken Sonneneinstrahlung und durch die hohen Temperaturen rasch. Beim Verdunsten des Wassers fielen die im Wasser gelösten salzigen Substanzen aus und lagerten sich auf dem Meeresboden als Transgressionskonglomerat ab. Dann jedoch stieg der Meeresspiegel wieder, es floss neues, salzhaltiges Wasser in die Mulde und bei dem erneuten Eindampfen kam es zu weiteren Ablagerungen. Diese Folge von Eindampfen, Ablagern und Wasserzufluss wiederholte sich im Bereich des heutigen Mitteldeutschland mindestens vier Mal.
Beim Verdunsten des Meereswassers fielen die Stoffe in der Reihe ihrer Löslichkeit aus. Zuerst die Carbonate und die Sulfate. Danach das mengenmäßig dominierende Steinsalz und zuletzt die begleitenden Kalium- und Magnesiumsalze. Die Steinsalzschichten sind mehrere hundert Meter mächtig, die Kalisalze erreichen dagegen nur Flözdicken von drei bis acht Metern und erlangten mit der bergmännischen Erschließung seit dem 19. Jahrhundert im Werra-Kalirevier große wirtschaftliche Bedeutung.
Die Rückstände deckten Staub und Sand ab und es bildeten sich Gesteinsschichten mit zunächst Sandsteinen sowie Ton- und Siltsteinen des Buntsandsteins. Darüber folgten weitere Schichten der Trias wie Muschelkalk und Keuper. Die Sedimente der Jura und möglicherweise auch der Kreidezeit in unbekannter Mächtigkeit sind bereits seit langer Zeit wieder abgetragen worden. Die unten liegenden Salzschichten senkten sich Lauf vieler Millionen Jahre hinweg ab.
Während der sogenannten Saxonischen Gebirgsbildung im höheren Mesozoikum entstanden in den Störungszonen tiefe Klüfte, durch die Oberflächenwasser an Bruchlinien bis an die Salzlagerstätten gelangen konnte. Das Salz wurde in beträchtlichem Umfang aufgelöst und unterirdisch fortgeführt. Die Lösungsprozesse verursachten im Untergrund einen Substanzschwund, der durch Nachsacken der instabil gewordenen auflagernden Schollen des Deckgebirges ausgeglichen wurde. Die Senke des Rhädens entstand in dieser geologischen Ära.
Im Zeitabschnitt des Quartär, etwa vor achthunderttausend Jahren, füllte sich die Senke mit Lockersedimenten wie Lehm, Geröll und Kies, die sich aus Bächen und Flüssen absetzten. Sie werden von organischen Substanzen unterschiedlicher Mächtigkeit überdeckt. Bei Erdarbeiten an verschiedenen Stellen im Rhäden deckten sich bei Tiefen von bis zu zwei Metern neben blaugrauem Ton, auch Kies, Sand und dezimeterdicke Torfschichten auf. Soweit aus den Aufschlüssen erkennbar war, waren Stärke und Verteilung der einzelnen Materialien sehr wechselhaft.

## Entstehung des Gebietes

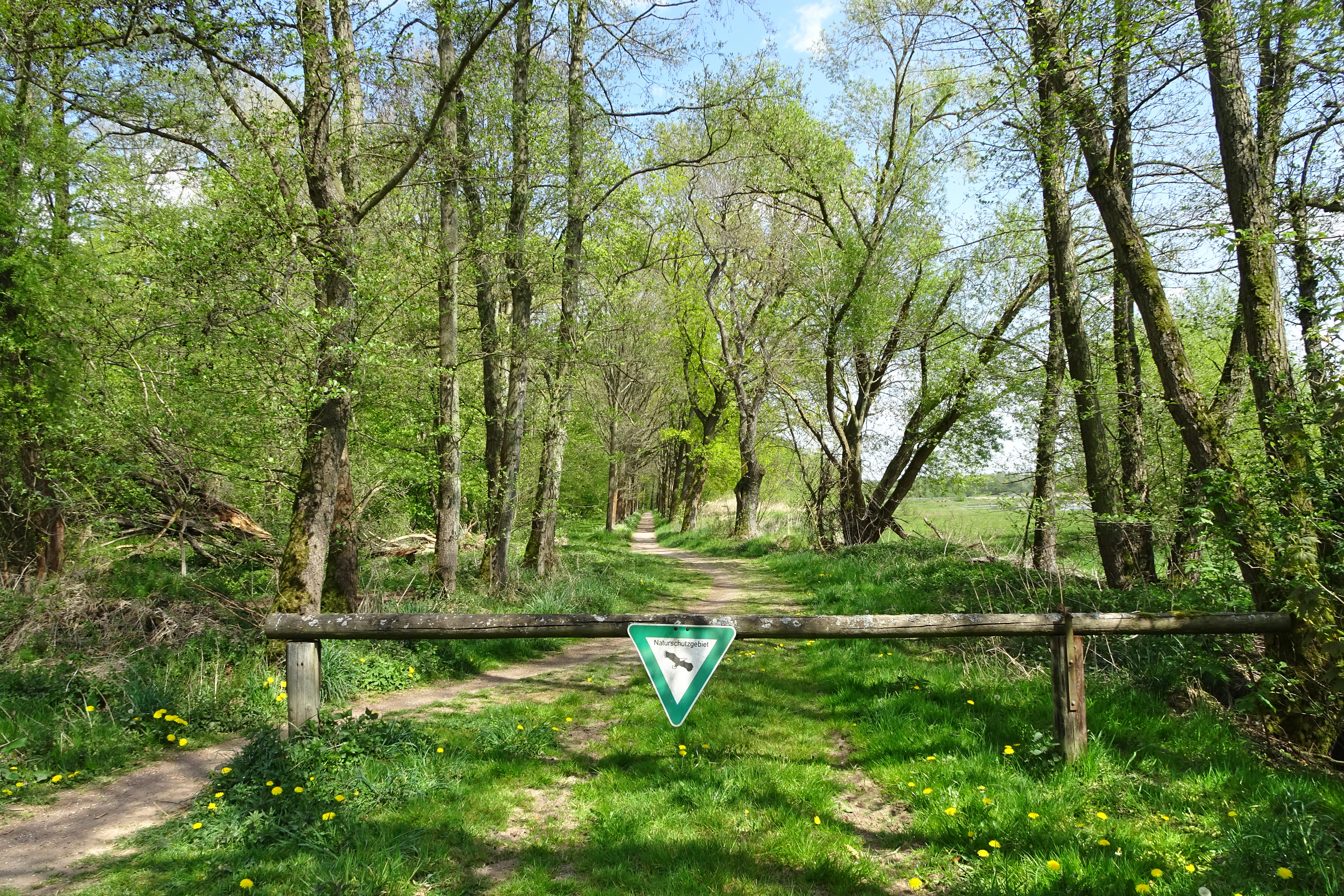
Der westliche Zugang in das Schutzgebiet.

In der, durch Auslaugungsprozesse mächtiger Salzlager des Zechsteins entstandenen Rhädensenke, erstreckte sich im Zeitalter des Pleistozäns ein ausgedehnter Landsee, der wie das zurückgelassene Geschiebe deuten lässt, einen Abfluss nach Westen und Anschluss an das Flusssystem der Fulda hatte. Aus prähistorischen Relikten wird angenommen, dass dieser See bereits dreitausend bis fünfhundert Jahre vor der Zeitenwende existierte. Zeugnis über frühe Besiedlungen an dem See legen die zahlreichen Funde, von Brandgräbern mit Urnen, Siedlungsresten und Gebrauchsgegenständen, ab. Der an Fischen reiche Rhädensee und die Nähe zu der ebenfalls Nahrung bietenden Werra, war vermutlich bestimmend für die Niederlassung der Menschen in der Bronzezeit und der vorrömischen Eisenzeit.
Im Mittelalter verlandete der See, die Moorbildung begann, eine Sumpflandschaft mit Sauergraswiesen entstand. Es soll in dieser Zeit noch immer offene Wasserflächen, die umgrenzt von Flachmoorbereichen und Wiesen waren, gegeben haben. Nach zeitgenössischen Schilderungen war in diesen Bereichen eine Moosschicht vorhanden, „unter der sich trübes schlammiges Wasser befand“. Im Jahr 1859 beschlossen Verwaltungsbeamte und Ortsvorstände der Gemeinden Dankmarshausen, Obersuhl und Bosserode die Trockenlegung des Rhäden, die ein Jahr später durchgeführt wurde. Nach der Entwässerung wurde versucht die Flächen des Rhäden als Ackerland und zur Gewinnung von Heu und Grünfutter für die Kavallerie in nahegelegenen Standorten zu nutzen. Um 1900 dienten die Felder nur noch der extensiven Grünlandwirtschaft. Nach dem Zweiten Weltkrieg verlor der Rhäden für die Landwirtschaft weiter an Bedeutung. Mit dem Ausbau der DDR-Sperranlagen verfiel das Entwässerungssystem und die Bearbeitung wurde aufgegeben. Auch das Interesse an der Grünlandnutzung, bedingt durch die Umstellung der landwirtschaftlichen Produktion erlosch; die letzte Heu- und Krummeternte soll im Jahr 1968 eingebracht worden sein. Die Flächen fielen brach und wurden teilweise mit Hybridpappeln aufgeforstet. In weiten Bereichen breiteten sich Krautfluren aus, die von dem stark wuchernden Rainfarn beherrscht wurden.

## Renaturierung

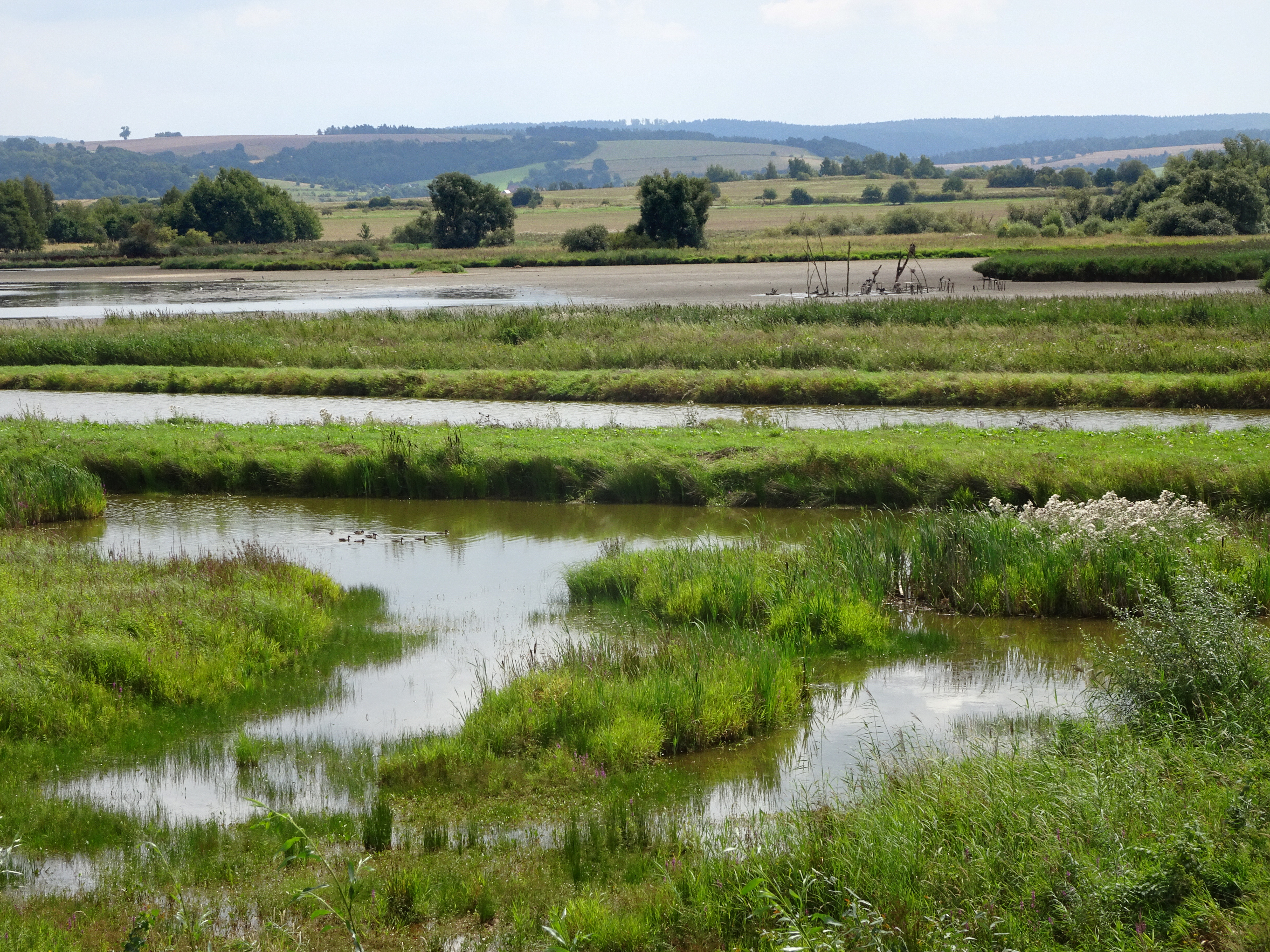
Der Beobachtungsstand am Schleusengraben ermöglicht einen weiten Blick über den Rhedengraben und Oberen Suhlsee nach Südosten

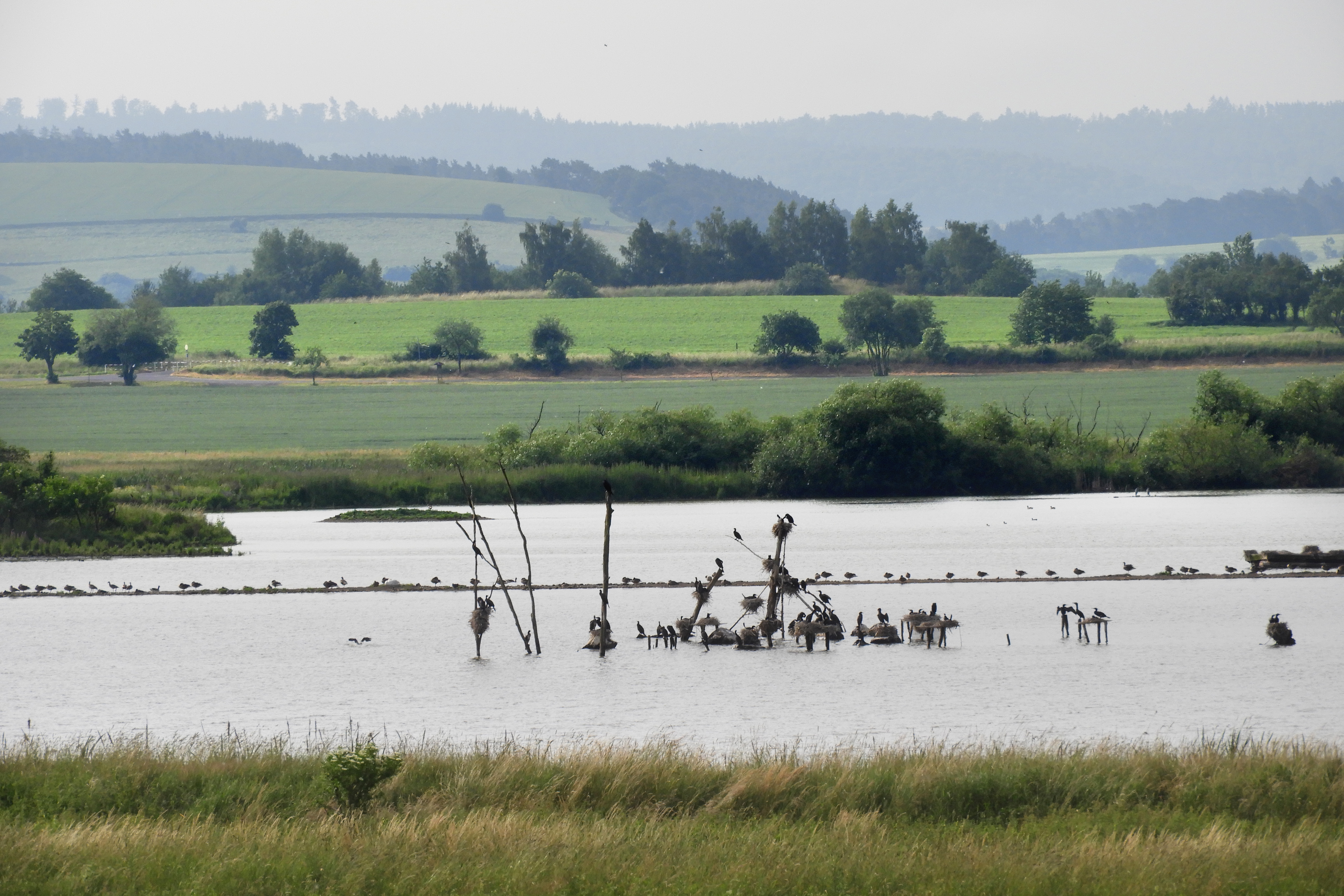
… und auf das Gelände um den Dankmarshäuser Rhäden

Im Jahr 1970 stellte die in 1964 gegründete Vogelschutzgruppe Obersuhl einen ersten Antrag beim Gemeindevorstand auf Ausweisung eines Naturschutzgebiets, um mit dem Potenzial des Rhäden Lebensräume für seltene Arten zu entwickeln. In dieser Zeit waren Pläne der Staatsforstverwaltung bekannt geworden, den Auenbereich als Lärchenzuchtanlage zu nutzen. Die Naturschutzvertreter setzten sich mit ihren Argumenten durch und erreichten, dass der Rhäden im Jahr 1973 als Naturschutzgebiet ausgewiesen werden konnte.
Mit der Rückführung des Rhädens zu einem naturnahen Auengebiet wurde in den 1970er Jahren begonnen. Durch gezieltes Anlegen von Feuchtbiotopen sollte den, in ihrem Bestand bedrohten Pflanzen- und Tierarten ein angemessener Umkreis gesichert werden. In Hessen könnte es der erstmalige Versuch gewesen sein, ein weitgehend entwässertes Feuchtgebiet durch Überstau zu regenerieren. In einer Reihe von fünfzehn Bauabschnitten wurden Bereiche des Rhäden durch fortlaufende Arbeiten neu gestaltet. Der relativ langsame Ausbau, Schritt-für-Schritt, in mehr als zehn Jahren wurde im Nachhinein als vorteilhaft gewertet, denn jede neue Maßnahme konnte mit den Erfahrungen der vorangegangenen Arbeiten abgestimmt werden. In der gesamten Bauzeit lagen die Arbeiten in den Händen der Vogelschutzgruppe, die auch noch heute das Gebiet betreut. Ihre Vision, im Rhäden wieder Störche anzusiedeln und durchziehenden Vögeln Rastplätze zu bieten, hat sich durch ihr bemerkenswertes Engagement inzwischen erfüllt.
Zwar verhinderten die Grenzanlagen der DDR eine umfassende Wiederherstellung aller Feuchtbereiche, bis 1990 verliefen Stahlgitterzaun, Kontrollstreifen und Kolonnenweg mitten durch den Rhäden. Doch mit dem Bestreben möglichst unterschiedliche Gewässerkomplexe zu entwickeln, wurden im hessischen Teil vielfältige Teichanlagen geschaffen. Mit einer kontrollierbaren Wasserlenkung konnten nun die sehr ausgeprägten, durch häufige Überschwemmungen bestimmte Schwankungen der Wasserstände der Werraaue simuliert werden. Als Siedlungsräume für Pflanzen und Tiere entstanden flach auslaufende Uferzonen und lange Uferlinien, durch Rohrglanzgras dominierte Uferröhrichte und Flachwasserzonen mit Schwimmblattpflanzen. Ein hoher Damm mit ruderalem Charakter und Kiesbänken wurde aufgeschüttet und Gehölzinseln mit Weiden- und Erlengebüschen angelegt. Die Flächen des Feuchtgrünlands konnten sich zu relativ trockenen, extensiv genutzten Wiesen sowie zu periodisch überstauten Nasswiesen mit Seggen-, Binsen- und Rohrkolbenbeständen entwickeln. Ein ausgebauter Weg und günstige Beobachtungsmöglichkeiten sollten das Eindringen von Besuchern in die sensiblen Bereiche verhindern. Die Umgestaltung des Rhäden wird als ein Beispiel dafür angesehen, „wie durch mutigen und hartnäckigen Einsatz Einzelner viel bewegt werden kann“.

## Natur
Im Laufe seiner Geschichte hat sich der Rhäden nach Trockenlegung, verschiedenartigen Nutzungen und späterer Verbrachung durch gestaltende Renaturierungsmaßnahmen wieder zu einer Auenlandschaft mit einem strukturreichen Lebensraummosaik entwickelt. Der naturschutzfachliche Wert des Gebiets wird allerdings weniger mit der Vielfalt und Ausprägung seiner Lebensräume, als vielmehr mit seiner überregionalen Bedeutung für den Vogelschutz begründet.

### Vögel im Rhäden

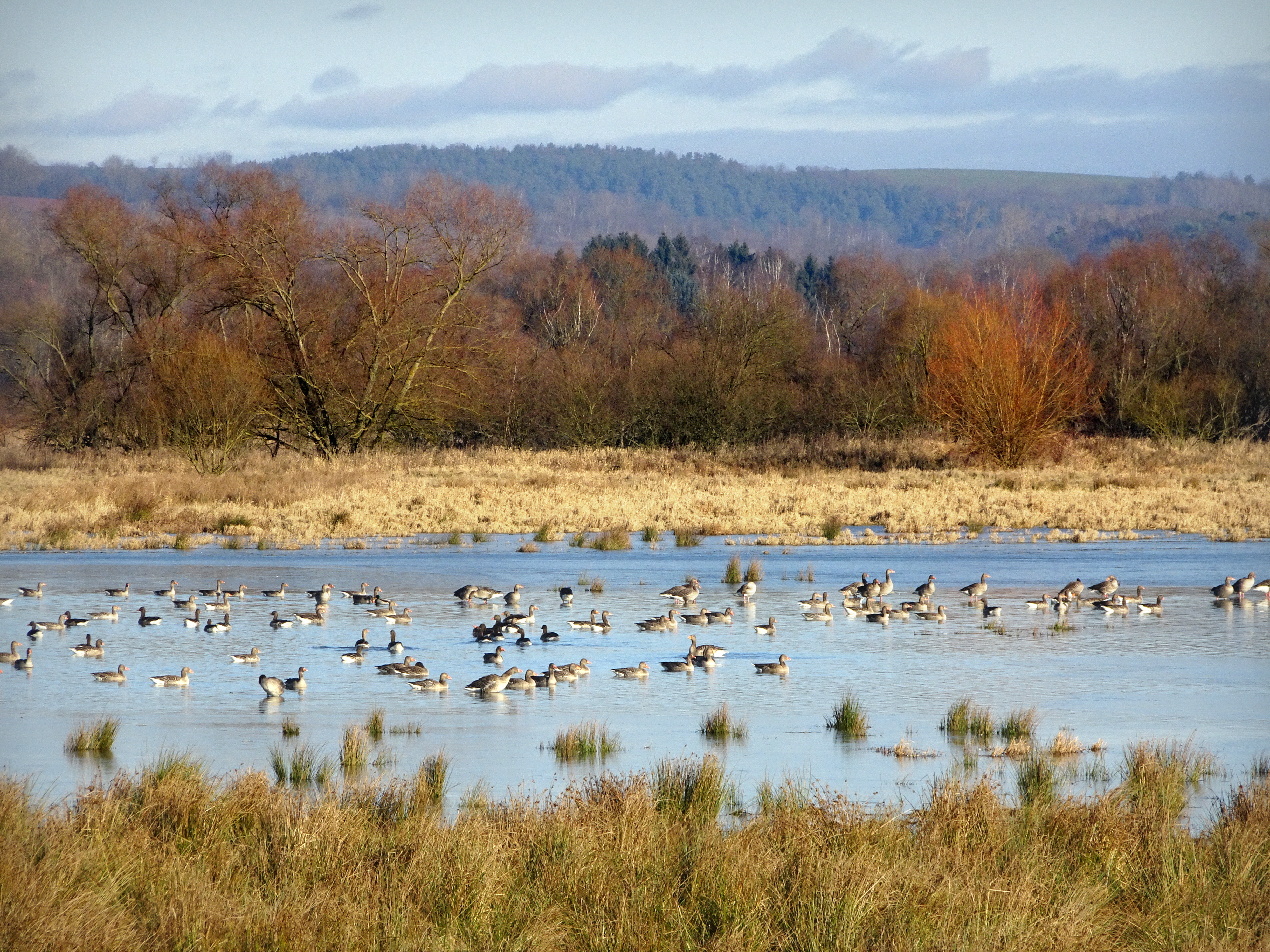
Blick vom „Rhäden-Rundweg“ bei Dankmarshausen nach Norden: Die Winterpopulation der Graugänse im Schutzgebiet.

Im Schutzgebiet wurden weit mehr als zweihundert verschiedene Vögel beobachtet. Eine Liste auf der Homepage der Gruppe für Naturschutz und Vogelkunde Wildeck nennt die Arten, die seit dem Jahr 1971 im Rhäden gesehen wurden. Rund fünfzig von ihnen gehören zu den im Anhang I der Vogelschutzrichtlinie aufgeführten Vogelarten, für die, nach der Europäischen Vogelschutzrichtlinie, die Einrichtung von besonderen Schutzgebieten vorgesehen ist. Es sind Arten, die aufgrund geringer Bestände, kleiner Verbreitungsgebiete oder wegen ihrer speziellen Habitatsansprüche als vom Aussterben bedroht angesehen werden. Für ihre Bewahrung entstand in den 1970er Jahren die Vogelschutzrichtlinie aus der Erkenntnis, dass die wild lebenden Vögel als ein gemeinsames Erbe der Mitgliedstaaten der Europäischen Union anzusehen sind und ein effektiver Schutz nur grenzüberschreitend möglich ist. Die aktuell gültige Fassung ist am 15. Februar 2010 in Kraft getreten.
Die herausragende Bedeutung des Rhäden als Brutgebiet für seltene Bodenbrüter und als Rastgebiet für Zugvögel zeigt eine Aufstellung der nachgewiesenen Vogelarten in der „Grunddatenerfassung für Monitoring und Management“ für das Fauna-Flora-Habitat-Gebiet. Allerdings sind einige von ihnen über viele Jahre hinweg nicht mehr gesehen worden. Zu denen, im Anhang I der Vogelschutzrichtlinie gelisteten und als besonders schutzbedürftig geltenden Arten gehören:
- Aus der Ordnung der Schreitvögel: Rohr- und Zwergdommel, Nacht-, Seiden-, Silber- und Purpurreiher, Weiß- und Schwarzstorch und Löffler.
- Aus der Gruppe der Gänsevögel: Singschwan, Nonnengans und Zwergsäger.
- Von den Greifvögeln: Fischadler, Wespenbussard, Schwarz- und Rotmilan, Seeadler, Rohr-, Korn- und Wiesenweihe, Merlin und Wanderfalke.
- Kranichvögel: Über dem Rhäden können regelmäßig Kraniche im Herbst auf ihrem Zug ins Winterquartier beobachtet werden. Seit der Mitte der 1990er Jahre hat sich hier offenbar eine „Rastplatztradition“ ausgebildet. In den vergangenen Jahren verweilten hier zwischen zwei- und fünfhundert von ihnen über mehrere Wochen.[7]
- Tüpfelsumpfhuhn aus der Familie der Rallenvögel.
- Aus der Ordnung der Watvögel, die auch Limikolen genannt werden: Säbelschnäbler, Goldregenpfeifer, Kampfläufer, Pfuhlschnepfe, Bruchwasserläufer und Odinshühnchen.
- Von den Seeschwalben: Lach-, Raub-, Fluss-, Küsten-, Zwerg-, Weißbart- und Trauerseeschwalbe.
- Aus der Ordnung der Eulen: Uhu und Sumpfohreule.
- Eisvogel
- Aus der artenreichen Familie der Spechte: Grau-, Schwarz- und Mittelspecht.
- Von den Sperlingsvögel, der mit mehr als fünftausend Arten größten Ordnung der Vögel: Heidelerche, Brachpieper, Fliegenschnäpper, Blaukehlchen, Neuntöter, Schwarzstirnwürger und Ortolan.
- Die an Gewässer gebundenen Seetaucher: Stern-, Pracht- und Eistaucher waren eher Ausnahmeerscheinungen.[4]

Bemerkenswert sind auch die Arten, die den Rhäden als Brutvogel nutzen und nach den Gefährdungskategorien der „Roten Liste der Vögel Hessens“ als vom Aussterben bedroht, stark gefährdet oder gefährdet angesehen werden. Zu ihnen gehören Schnatter-, Krick-, Knäk-, Löffel- und Tafelente, Schilfrohrsänger, Rebhuhn, Braun- und Schwarzkehlchen, Zwerg- und Haubentaucher, Baumfalke, Wasserralle, Kleinspecht, Gartenrotschwanz und Schlagschwirl.
Als Rastgebiet für Durchzügler besitzt der Rhäden landesweite Bedeutung. Mit den benachbarten Naturschutzgebieten ist er im Zugkorridor Werraaue ein überlebensnotwendiger „Trittstein“. Viele bedrohte und gefährdete Wat-, Wasser- und Wiesenvogelarten frischen hier alljährlich während der Zugzeiten ihre Energiereserven auf. Einige von ihnen verweilen auch als Jahres- und Sommergäste im Gebiet.
Feucht- und Nasswiesenbereiche wie die des Rhäden, mit Röhrichten, Schlammflächen und Gewässern, gehören mittlerweile zu den seltenen Lebensräumen in Deutschland. Durch intensive Landnutzung, Entwässerung durch Grundwasserabsenkung sowie den Auswirkungen von Sport- und Freizeitaktivitäten fehlt es den zahlreichen Durchzüglern an idealen Aufenthaltsbereichen. Das Bundesamt für Naturschutz hat in der „Roten Liste der gefährdeten Biotoptypen“ das Feuchtgrünland mit verschiedenen Gefährdungsstufen aufgelistet, ebenso wie viele der dort vorkommenden Pflanzen- und Tierarten. Der zunehmende Verlust an geeigneten Rast- und Überwinterungsplätzen kann das langfristige Überleben vieler Zugvogelarten gefährden: Die zu überwindenden Etappen werden immer größer und die noch vorhandenen Rastgebiete erlauben meist keine ungestörte Nahrungsaufnahme. Energieverluste beeinträchtigen die weitere Wanderung und sogar den Bruterfolg. Im Hinblick auf die Erfüllung der Bonner Konvention zum Schutz wandernder Tierarten, das die Vertragsstaaten zu Maßnahmen zum weltweiten Schutz verpflichtet, erscheint den Naturschützern die Sicherung des Netzes der verbliebenen nahrungsreichen Gebiete, mit einer angemessenen Flächengröße und Maßnahmen zur Abwehr von Störungen, dringend geboten.
Besonders Langstreckenzieher, wie die nord- und osteuropäischen sowie die westasiatischen Watvögel, die nach durchschnittlichen Tagesetappen von einhundertfünfzig bis zweihundert Kilometern Flugstrecke im Rhäden einfallen, sind auf störungsarme Rastplätze angewiesen. Vögel wie Pfeifente, Waldsaatgans, Grünschenkel, Zwergschnepfe und andere benötigen den nahrungsreichen Bereich als „Fett-Tankstelle“, um verbrauchte Energiereserven wieder aufzufüllen oder um weitere anzulegen. Regenpfeifer und Schnepfen profitieren von den nahrungsreichen Schlammflächen und den räubersicheren, seichten Wasserbereichen als Schlafplätze im Rhäden.

### Amphibien
Mehrere Amphibienarten finden im Rhäden ihren charakteristischen Aufenthaltsbereich. Häufig anzutreffen sind Erdkröten, Grasfrösche und Teichmolche, die hier große Populationen aufbauen konnten. Nach der „Roten Liste“ Hessens gehören sie zu den Arten, deren Zahl merklich zurückgegangen ist, die aber aktuell noch nicht gefährdet sind. Der Grünfrosch hat im Schutzgebiet eines seiner bedeutendsten Vorkommen in Hessen. Mindestens 10.000 Individuen sollen hier leben. Die einzelnen Formen des Grünfrosch-Komplexes sind nicht immer einfach zu unterscheiden. Nach derzeitigem Kenntnisstand kommen Seefrosch und Kleiner Wasserfrosch sowie als Hybridform der Teichfrosch vor, der aus Kreuzungen beider Arten hervorgegangen ist. Die kleine Population des Kammmolchs aus der Ordnung der Schwanzlurche wird als wertgebend angesehen. Die größte heimische Molchart ist im Anhang IV der FFH-Richtlinie gelistet und wird nach dem Bundesnaturschutzgesetz streng geschützt. Ebenfalls wie die, in der Gefährdungsanalyse der „Roten Liste“ als „Selten“ eingestuften Kreuzkröten und Laubfrösche.

### Tagfalter und Heuschrecken

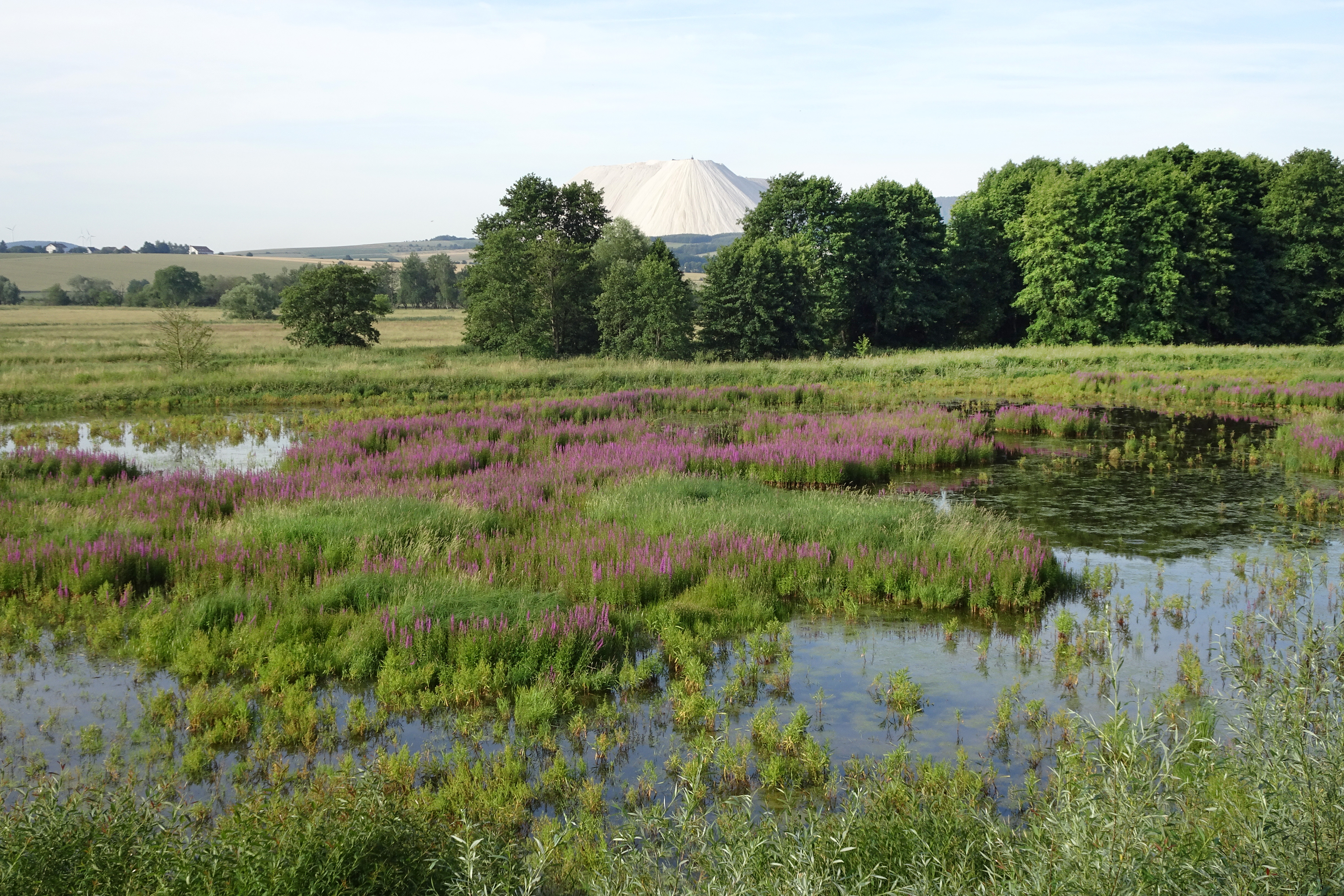
In den amphibischen Biotopen, die den Rhäden in besonderer Weise prägen, gehört der blühende Blutweiderich für Bienen und Schmetterlinge zu den wertvollen Nektarspendern.

Unter den Tagfaltern zählt die Population des Dunklen Wiesenknopf-Ameisenbläulings zu den wertvollsten Vorkommen im Rhäden. Er gehört zu den Schmetterlingen, die so schwerwiegend bedroht sind, dass sie voraussichtlich aussterben, wenn sich die Zerstörung ihrer Lebensräume fortsetzt. Da er europaweit gefährdet ist und als Schlüsselart gilt, wird er als besonders schützenswert in der Fauna-Flora-Habitat-Richtlinie aufgeführt. Für seine Erhaltung müssen besondere Schutzgebiete ausgewiesen werden. In seinem komplexen Entwicklungszyklus ist der Bläuling auf das Vorhandensein von Beständen des Großen Wiesenknopfes und eine ausreichende Anzahl von Nestern der Wirtsameisen angewiesen, die auf den Wiesen des Rhäden noch vergleichsweise häufig zu finden sind.
Neben dem Ameisenbläuling, gehört unter den, im Schutzgebiet gesehenen Schmetterlingen, der Braune Feuerfalter zu einer nach der „Roten Liste“ Hessens gefährdeten Art. Durch zu intensive Nutzung ist in den Wiesen der Sauerampfer zurückgegangen, der seinen Raupen als Futterpflanze dient.
Die Heuschreckenfauna der Wiesen weist nicht viele Besonderheiten auf. Nur mit der Sumpfschrecke und dem Sumpfgrashüpfer finden zwei seltene und gefährdete Arten in den feuchten Standorten einen geeigneten Lebensraum.

### Fische
Mit dem Bitterling kommt unter den Fischen eine, in dem Anhang IV der FFH-Richtlinie gelisteten Art vor. Aufgrund seiner Lebensweise, in der Abhängigkeit vom gleichzeitigen Vorkommen bestimmter Muschelarten, ist er in manchen Regionen Mitteleuropas zu einer bedrohten Fischart geworden und starb in den letzten Jahrzehnten fast unbemerkt in vielen Gewässern aus. Der kleine Karpfenfisch braucht stehende Gewässer mit hohem Pflanzenreichtum und sandig-schlammigem Untergrund, die von Fluss- und Teichmuscheln besiedelt werden. Die Muscheln ihrerseits benötigen ausreichende Sauerstoffkonzentrationen im bodennahen Bereich.
Zu den Fischgemeinschaften, die die gestalteten Fließ- und Stillgewässer auf natürliche Weise besiedelten, gehören Dreistachliger Stichling, Moderlieschen, Aal, Gründling und Flussbarsch. Abgesehen von dem Bestand der Schleien im Großen Suhlsee, sind nach der Grunddatenerfassung aus dem Jahr 2002, die einheimischen Fischarten nur in vergleichsweise geringen Stückzahlen vertreten, so dass ihr langfristiges Überleben nicht gesichert ist.

### Biotope
Derzeit bestehen rund 30 % der Fläche des Naturschutzgebiets aus Hochwald im forstwirtschaftlichen Sinn, 5 % sind Ackerflächen und etwa 20 % unterliegen der Grünlandnutzung. Die restlichen 45 % werden von Wasserflächen, Röhrichten und Seggenrieden, Gebüschen und Brachflächen eingenommen.
- „Natürliche und naturnahe nährstoffreiche Stillgewässer“

Zu dem, nach der Fauna-Flora-Habitat-Richtlinie als relevant angesehenem Lebensraumtyp gehören drei Gewässer im Südosten des Gebiets: „Großer Suhlsee“, „Paulsteich“ und „Froschweiher“. Sie haben alle eine nur geringe Tiefe von lediglich bis zu einem Meter und werden nicht genutzt. Ihre Wasserstände werden jahreszeitlich so reguliert, dass im Sommer und Herbst offene Schlammflächen für ziehende Limikolen vorhanden sind. Für rastende Wasservögel wird im Winter und Frühjahr ein höherer Wasserstand angestrebt. Die Ufer sind teils flach und unregelmäßig geschwungen, teils steil und geradlinig ausgeprägt. Die Verlandungszonen gelten als gut ausgebildet. In Teilbereichen der Gewässer finden sich Vorkommen von Seekanne, Gelber Teichrose und Ährigem Tausendblatt. Großes Problem für die Gewässer, deren Wasserversorgung der Suhlbach gewährleistet, ist die Verschlammung, die durch die Nährstoffbelastung des Suhlbaches verschärft wird. Länderübergreifend wird jetzt der „Große Suhlsee“ ökologisch saniert. Das Land Hessen stellte Finanzmittel für eine sogenannte Sömmerung bereit. Dabei wird bei einem Teil des Sees das Wasser abgelassen, der Schlamm trocknet und reduziert sich dadurch. Aus naturschutzfachlicher Sicht liegt der Wert der Gewässer weniger in der Ausstattung mit Pflanzenarten, sondern eher in der Funktion als Rast-, Nahrungs- und Bruthabitat für zahlreiche Vogelarten und als Amphibienlebensraum.
- „Magere Flachland-Mähwiesen“

Der durch die FFH-Richtlinie geschützte Biotoptyp wird im Schutzgebiet wegen der charakteristischen hochwachsenden Gräsern den Glatthaferwiesen zugeordnet. Neben den dominierenden Obergräsern Wiesen-Fuchsschwanz und Wolliges Honiggras finden sich auch Untergräser, wie Rotschwingel und Gewöhnliches Ruchgras. Zu den farbenprächtigen Arten gehören die krautigen Pflanzen der Schafgarbe, Wiesen-Glockenblume, Margerite, Rauher Löwenzahn, Scharfer Hahnenfuß und Gamander-Ehrenpreis. Als Magerkeitszeiger gelten die Bestände des Knöllchen-Steinbrech und der Feld-Hainsimse. Die Wiesen sind Lebensraum für viele Schmetterlings- und Heuschreckenarten. Als besonders erwähnenswert gilt, dass auf allen Flächen der Große Wiesenknopf wächst, die Raupenfutterpflanze des Ameisenbläulings.
- Rhädenwald

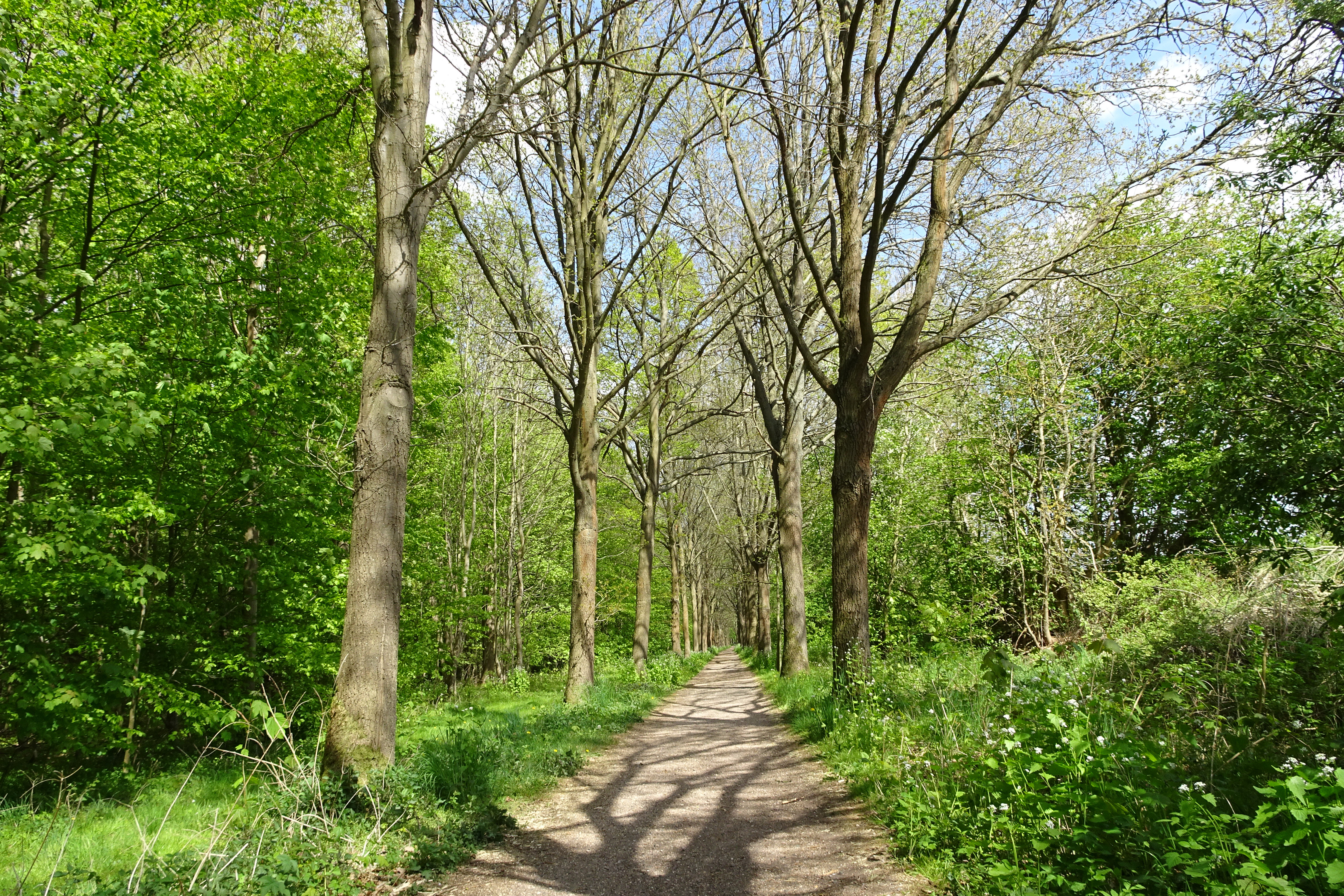
Baumallee entlang des Rhädenwalds.

Im nördlichen Teil des Rhäden wurden ab Mitte der 1950er Jahre in großer Zahl Hybridpappeln gepflanzt. Diese entstanden aus Kreuzungen zwischen der Kanadischen und der Europäischen Schwarz-Pappel und haben sich wegen ihres schnellen Wachstums und ihrer Holzeigenschaften stark ausgebreitet. Sie wurden später mit heimischen Baumarten unterpflanzt. Kleinflächiger sind zudem noch Fichtenaufforstungen vorhanden. Langfristiges Ziel für den Waldbereich des Rhäden, der sich aus Pflanzung und Naturverjüngung entwickelt hat, ist die Umwandlung der noch vorhandenen naturfernen Forstflächen ist einen standortgerechten Bruchwald.
Nach einem Beschluss der Gemeindevertretung von Wildeck soll der, zum Gemeindeeigentum gehörende Pappelwald, in den nächsten Jahren stufenweise „umgebaut“ werden. Als Ausgleichsmaßnahmen, für geplante Industrie- und Wohngebiete, wird das rund 51 Hektar große Areal dann nicht mehr bewirtschaftet. Die forstliche Nutzung wird, mit Ausnahme eines zwanzig Meter breitem Sicherheitsstreifens entlang der umlaufenden Wege, aufgegeben. Mit dem Rückbau von Entwässerungsgräben sollen permanent nasse Kleinbiotope entstehen, die heimischen Amphibien Laichgewässer und Vögeln Brutinseln bieten können.
Im Sommer 2005 kaufte "Naturefund" in diesem Bereich 6,5 Hektar Sumpfwald und rund 1,5 Hektar der angrenzenden Feuchtwiesen mit einem Teich. Naturefund ist ein gemeinnütziger Verein, der zum Ziel hat Land für Naturschutzprojekte zu kaufen. Mit Hilfe zahlreicher Spender, die eine Patenschaft übernommen hatten, konnte der auf hessischer Seite liegende, aber einer Gemeinde in Thüringen gehörende Bereich erworben werden. Diese Fläche, nahe der ehemaligen deutsch-deutschen Grenze wurde über Jahre lang nicht genutzt und hatte sich zu einem urwüchsigen Rückzugsraum für zahlreiche Arten entwickelt. So hat sich hier eine der größten Graureiher-Kolonien von Hessen niedergelassen. Neuer Besitzer wurde die NABU-Gruppe für Naturschutz und Vogelkunde Wildeck, die auch die Betreuung übernahm.
- Weitere Biotope und Kontaktbiotope

Neben den, nach der Fauna-Flora-Habitat-Richtlinie bedeutsamen Lebensraumtypen, kommen weitere als wertvoll angesehene Biotope vor. An den zahlreichen kleineren aufgelassenen Abgrabungsgewässern haben sich Großseggenriede ausgebreitet, in denen Schlank-, Sumpf-, Fuchs- und Blasen-Segge gedeihen. In den Uferbereichen der Gewässer sowie an den zahlreichen Gräben, die das Gebiet durchziehen, wachsen Bestände des Breitblättrigen Rohrkolbens und schmale Rohrglanzgrasröhrichte. Das Ostufer des Großen Suhlsees säumen Ufergehölze mit Bruch-Weiden und Schwarz-Erlen. Südwestlich des Gewässers finden sich Feuchtwiesen mit verschiedenen Brachestadien sowie Schilfröhrichte, mit dem namengebenden Schilfrohr als bestandsbildender Art.
Nach Osten, Süden und Südwesten hin wird das Gebiet vom ehemaligen Grenzstreifen der deutsch-deutschen Grenze flankiert. Auf diesem haben sich im südwestlichen Teil des Gebiets Ruderalfluren ausgebreitet, während der südliche und östliche Teil als Grünland genutzt wird. An den Grenzstreifen schließen sich nach Südwesten und nach Osten hin groß parzellierte Äcker an und nach Süden der „Dankmarshäuser Rhäden“, mit Feuchtgrünland und flachen Stillgewässern. Im Norden und Nordosten grenzen intensiv genutztes Grünland sowie Ackerflächen an den geschützten Bereich und weiter südlich mehrere ehemalige, heute teilweise als Fischteiche genutzte Abgrabungsgewässer.

## Unterschutzstellung

### Naturschutzgebiet

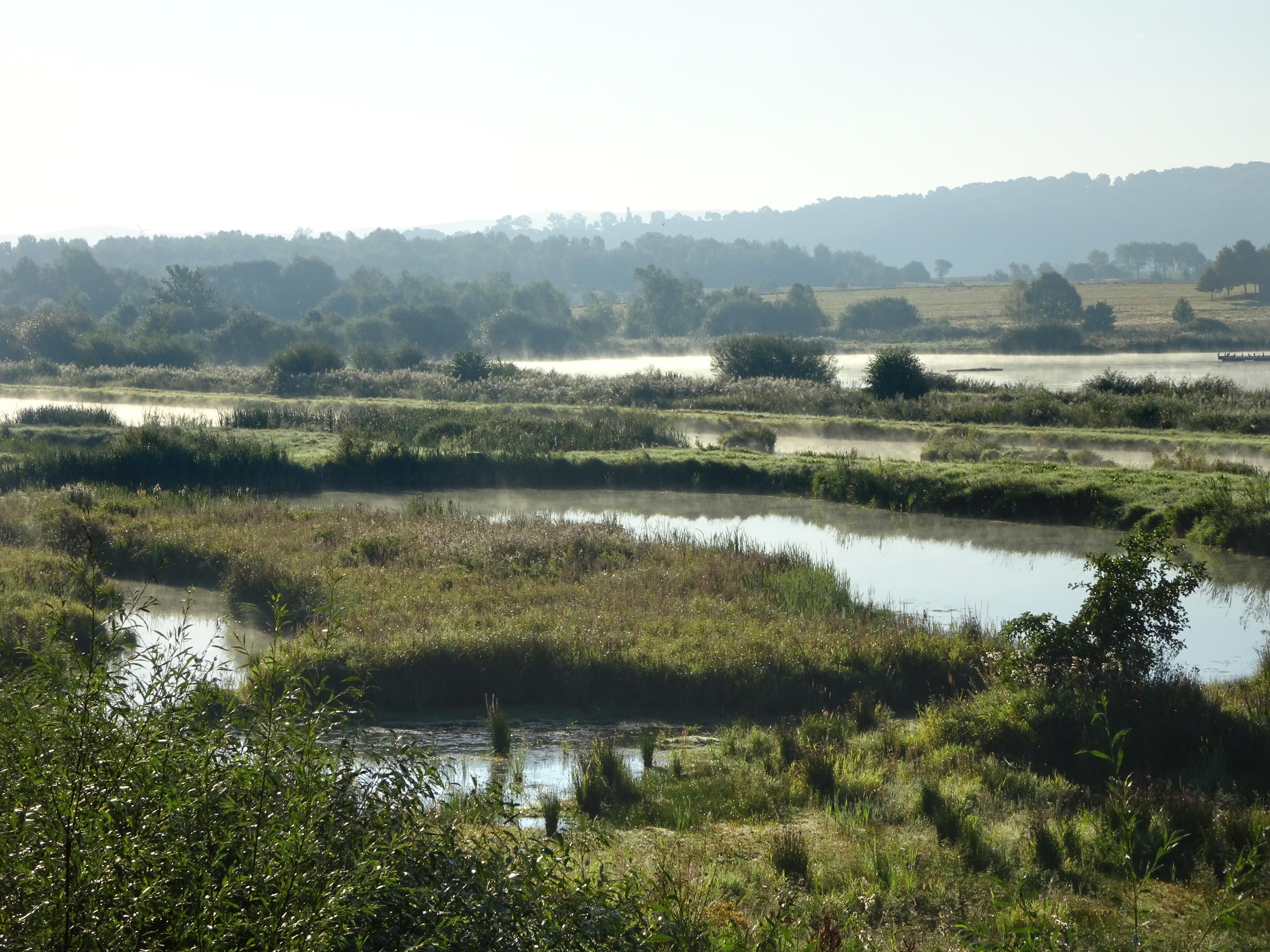
Von Nässe geprägte Wiesen, wie hier im Rhäden, gehören mittlerweile zu den seltenen Lebensräumen in Deutschland.

Mit Verordnung vom 4. Oktober 1973 der höheren Naturschutzbehörde beim Regierungspräsidium in Kassel wurden 48,8 Hektar des „Rhädens“ in das Landesnaturschutzbuch eingetragen und damit unter den Schutz des damals noch geltenden Reichsnaturschutzgesetzes von 1935 gestellt. Erneute Ausweisungen folgten im Juli 1985 für eine auf rund 112 Hektar vergrößerte Fläche und im Dezember 1992 für eine Größe von rund 120 Hektar. Zweck der Unterschutzstellung war es, das vielgestaltige Feuchtbiotop mit seiner „überregionalen Bedeutung als Lebensraum für zahlreiche, zum Teil sehr seltene und bestandsbedrohte Vogel- und Amphibienarten zu sichern, zu erhalten und weiterzuentwickeln“. Auch sollten mit der gleichen Verordnung die vorhandenen, für den Standort typischen Feuchtpflanzengesellschaften und Auewälder geschützt werden. Das Schutzgebiet besitzt die nationale Kennung 1632001 und den WDPA-Code 165150.

### Fauna-Flora-Habitat-Gebiet
Im Rahmen der Fauna-Flora-Habitat-Richtlinie wurde der Rhäden vom Land Hessen der EU-Kommission für das länderübergreifende Netz besonderer Schutzgebiete Natura 2000 gemeldet. Natura 2000 hat die Förderung der biologischen Vielfalt zum Ziel und will einen günstigen Zustand der natürlichen Biotope bewahren oder wiederherzustellen. Zu den schützenswerten Lebensraumtypen (kurz: LRT) des „Rhädens“, die als von gemeinschaftlichem Interesse gelten und für deren Erhaltung besondere Schutzgebiete ausgewiesen werden müssen, gehören „Magere Flachland-Mähwiesen“ (LRT 6510) und „Natürliche und naturnahe nährstoffreiche Stillgewässer mit Laichkraut- oder Froschbiss-Gesellschaften“ (LRT 3150).
Mit ausschlaggebend für die Ausweisung zum FFH-Gebiet war auch das Vorkommen des Kammmolchs, des Bitterlings sowie des Dunklem Wiesenknopf-Ameisenbläulings. Sie sind nach dem Anhang II der FFH-Richtlinie stark gefährdete und streng geschützte Arten, für die ebenfalls besondere Schutzgebiete ausgewiesen werden müssen. Die rechtliche Sicherung erfolgte im Januar 2008 mit der „Verordnung über Natura 2000-Gebiete in Hessen“. Das FFH-Gebiet, das mit 122,44 Hektar etwa die gleiche Größe und die gleichen Grenzen wie das Naturschutzgebiet besitzt, hat die Gebietsnummer 5026-350 und den WDPA-Code 555520383.

### EU-Vogelschutzgebiet
In dem rund 540 Hektar großem Europäischen Vogelschutzgebiet „Rhäden von Obersuhl und Auen an der mittleren Werra“ ist der hessische Rhäden mit den Naturschutzgebieten „Rohrlache von Heringen“ und „Obersuhler Aue“ sowie dem FFH-Gebiet „Werraaue von Herleshausen“ eine von vier Teilflächen. Das Gebiet enthält Feuchtgebiete, offene Wasserflächen, Röhrichte, Großseggenriede, Weidengebüsche, Nassbrachen, Grünland und naturnahe Auenwiesenlandschaften. In einem Teilbereich kommen Salzwiesen vor. Die Auen gelten als hessenweit bedeutendes Rast- und Überwinterungsgebiet für Wasser-, Wat- und Schreitvögel und auch als überregional bedeutsames Brutgebiet für Weißstorch, Schlagschwirl, Blaukehlchen und andere Arten des Anhangs I der Vogelschutz-Richtlinie. Das rund 540 Hektar große Vogelschutzgebiet hat die Gebietsnummer 5026-402 und den WDPA-Code 555537602.

### Benachbarte Schutzgebiete
Weil sich der Rhäden über zwei Bundesländer erstreckt, wird er trotz geografischer und biologischer Einheit durch zwei Naturschutzgebiete geschützt und gehört außerdem zu zwei verschiedenen FFH-Gebieten und zwei verschiedenen Vogelschutzgebieten. Mit den benachbarten thüringischen Naturschutzgebieten „Werraaue bei Berka und Untersuhl“, „Alte Werra“ und „Rohrlache zwischen Dippach und Dankmarshausen“ sowie den nahegelegenen hessischen Naturschutzgebieten „Obersuhler Aue“, „Säulingssee bei Kleinensee“ und „Rohrlache von Heringen“, die ebenfalls durch Wasserflächen und Feuchtbiotope geprägt werden, bildet dieser Landschaftsraum einen wichtigen Trittstein in dem Natura 2000-Schutzgebietsnetz.
Diese Gebiete gelten als ein bedeutender Teilbereich im Biotopverbund des „Grünen Bandes“. Das mit der Entscheidung des Thüringer Landtages vom 9. November 2018 zum Nationalen Naturmonument erklärte Naturschutzgroßprojekt verbindet zahlreiche seltene Lebensräume entlang der ehemaligen innerdeutschen Grenze. Als Teil des Nationalen Naturerbes zählt das Grüne Band zu den wertvollsten Schutzflächen in Deutschland überhaupt und soll zur Erhaltung der biologischen Vielfalt im Land und in der Region beitragen.

## Touristische Erschließung

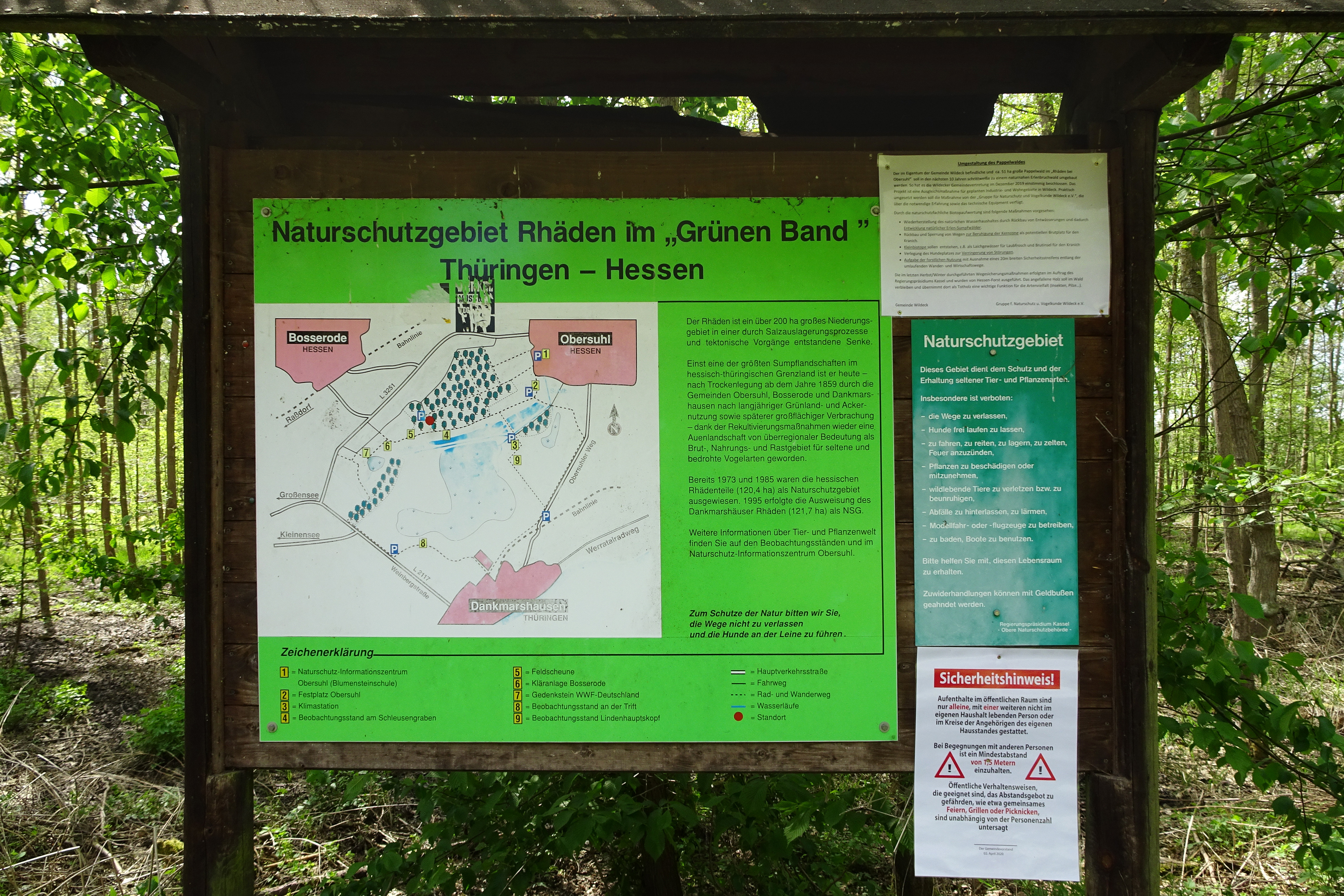
Informationstafel im Schutzgebiet.

Der Rhäden wird als eines der bedeutendsten Vogelbeobachtungsgebiete in Hessen und Thüringen angesehen und hat sich zu einem beliebten Naherholungsziel entwickelt. Mit einer Länge von rund acht Kilometern führt der „Rhäden-Rundweg“ um den Kernbereich des länderübergreifenden Schutzgebiets. Vier überdachte Beobachtungsstände ermöglichen einen guten Blick auf die Flächen ohne die störungsempfindlichen Vögel zu beeinträchtigen. In den Beobachtungsständen informieren Schautafeln über die Besonderheiten des Rhäden. Das Naturschutzinformationszentrum in Obersuhl, in der Nähe der Blumensteinschule, bietet mit Ausstellungen, Filmen und Diaschauen weitere Informationen an. Ein Wegeplan und ein Flyer sind als PDF-Dateien von der Homepage der Gruppe für Naturschutz und Vogelkunde Wildeck abrufbar.